# Krvnička
Krvnička, krvno telesce ali krvna celica je vsaka od treh vrst celic, ki so v krvi:
- rdeče krvničke ali eritrociti, katerih glavna naloga je prenos kisika,
- bele krvničke ali levkociti, ki sodelujejo pri obrambi telesa pred okužbami,
- krvne ploščice ali trombociti, ki sodelujejo pri strjevanju krvi.

Od vseh treh vrst krvničk so prave celice le bele krvničke. Rdeče krvničke so brezjedrne celice, krvne ploščice pa le fragmenti celice, ki se imenuje megakariocit.